# کامننا لهوتا
کامننا لهوتا (به چکی: Kamenná Lhota) یک منطقهٔ مسکونی در جمهوری چک است که در ناحیه هاولیتشکوف برود واقع شده است. کامننا لهوتا ۵٫۹۸ کیلومتر مربع مساحت و ۲۵۳ نفر جمعیت دارد و ۵۰۲ متر بالاتر از سطح دریا واقع شده است.